# Sediqeh Dowlatabadi
Sediqeh Dowlatabadi, född 1882, död 1961, var en iransk journalist, politisk aktivist och feminist. Hon betraktas som en av pionjärerna inom kvinnorörelsen i Iran. Hon var en av de första kvinnorna i det moderna Iran som visade sig offentligt utan slöja (1928). Hon var medlem i Kanun-e Banuvan, som verkade som stöd för den statliga reformen Kashf-e hejāb, avskaffandet av slöjan, under Reza Pahlavi. 